# Basílica de São Martinho nos Montes
San Martino ai Monti, conhecida oficialmente como Santi Silvestro e Martino ai Monti, é uma basílica menor e uma igreja titular em Roma, na Itália, localizada no bairro de Monti. Ela fica perto do Parque do Monte Ópio, perto da esquina da Via Equizia com a Viale del Monte Oppio, a cerca de cinco ou seis quarteirões ao sul da Basílica de Santa Maria Maior, no Monte Ópio.
O atual cardeal-presbítero com o título de Santos Silvestre e Martinho nos Montes é Kazimierz Nycz, o arcebispo de Varsóvia. Entre os titulares anteriores estão o papa Pio XI, Alfredo Ildefonso Schuster, papa Paulo VI, São José Maria Tomasi, C.R., e Alfonso de la Cueva.

## História
San Martino foi fundada pelo papa Silvestre I num terreno doado por um tal Equitius (e daí o nome do titulus, Titulus Equitii), no século IV. No começo, era um oratório devotado a todos os mártires e sabe-se que um encontro preparatório para o Primeiro Concílio de Niceia foi realizado ali em 324. A igreja atual data da época carolíngia, mas um salão com pilares do século III foi localizado abaixo e ao lado da moderna igreja, o que fez com que alguns estudiosos identificassem-no como sendo o Titulus Equitii original, mas, de acordo com Hugo Brandenburg, é "muito improvável que ele pudesse ter servido como um local de adoração para uma grande comunidade e sua liturgia: o propósito deste modesto salão...era provavelmente servir como armazém para fins comerciais".
Em 500, a igreja foi reconstruída e dedicada aos santos Martinho de Tours e Silvestre pelo papa Símaco. Na ocasião, a igreja foi elevada e o primeiro oratório ficou no andar subterrâneo. O edifício foi reconstruído pelo papa Adriano I em 772 e pelo papa Sérgio II em 845. A estrutura da atual basílica segue a da antiga igreja e muito foi reutilizado.
Durante a controvérsia das investiduras e as reformas gregorianas, os padres de San Martino, Beno, apoiaram o antipapa Clemente III.
A basílica moderna é servida por frades carmelitas, uma concessão de Bonifácio VIII em 1299 e confirmada em 1599. Esta basílica é o local de repouso do beato Ângelo Paoli, O.C. (1642–1720), reverenciado por toda cidade por seu serviço aos pobres. Ele foi beatificado em 25 de abril de 2010.

## Interior
O interior é formado por uma nave e dois corredores, separados por colunas antigas. Acredita-se que uma lamparina de prata abrigada na sacristia tenha sido a tiara de São Silvestre I. Sob o altar-mor estão as relíquias de Santos Artêmio, Paulina e Sisínio, trazidas para cá das Catacumbas de Priscila. Um mosaico mostrando "A Madona e São Silvestre" é do século VI.

### Decoração
No século XVII, San Martino foi novamente alterada, desta vez por Filippo Gagliardi. Uma série de afrescos, alguns elementos arquiteturais e peças de altar foram encomendadas, incluindo as cenas bíblicas de Gaspar Dughet e Galgliardi. 
Há ainda um afresco de Jan Miel, "São Cirilo batizando um sultão". Fabrizio Chiari pintou um "Batismo de Cristo", que depois foi sobreposto por Antonio Cavallucci. Giannangiolo Canini pintou uma peça de altar sobre a "Santíssima Trindade com os Santos Nicolau e Bartolomeu". O pintor maneirista Girolamo Muziano é o responsável pela peça de altar sobre "Santo Alberto". Galeazzo Leoncino pintou um afresco do "Papa Silvestre realizando um concílio em 324 na igreja de San Martino", Pietro Testa, a "Visão de Santo Ângelo, o Carmelita, no Deserto", e Filippo Gherardi, uma peça de altar sobre "São Carlos Borromeo". Canini também pintou o "Martírio de Santo Estêvão" e Chiari, "São Martinho Compartilhando sua Capa com o Mendigo". Giovanni Battista Crespi é o autor da "Visão de Santa Teresa" e a peça de altar sobre a "Visão de Santa Maria Madalena de' Pazzi" é de Matteo Piccione.
Paolo Naldini pintou uma série de "santos" na faixa superior da nave (começando a partir da nave, sentido anti-horário, eles estão identificados como "Ciriaca, Estêvão, Fabiano e Nicandro"; em seguida, do lado esquerdo, "Teodoro, Martinho, Inocêncio e Justa"). Daniele Latre pintou "Santo Antônio e João Batista" na parede sul (contra-fachada) e Naldini, "Pedro e Paulo".

## Galeria

Imagens da igreja
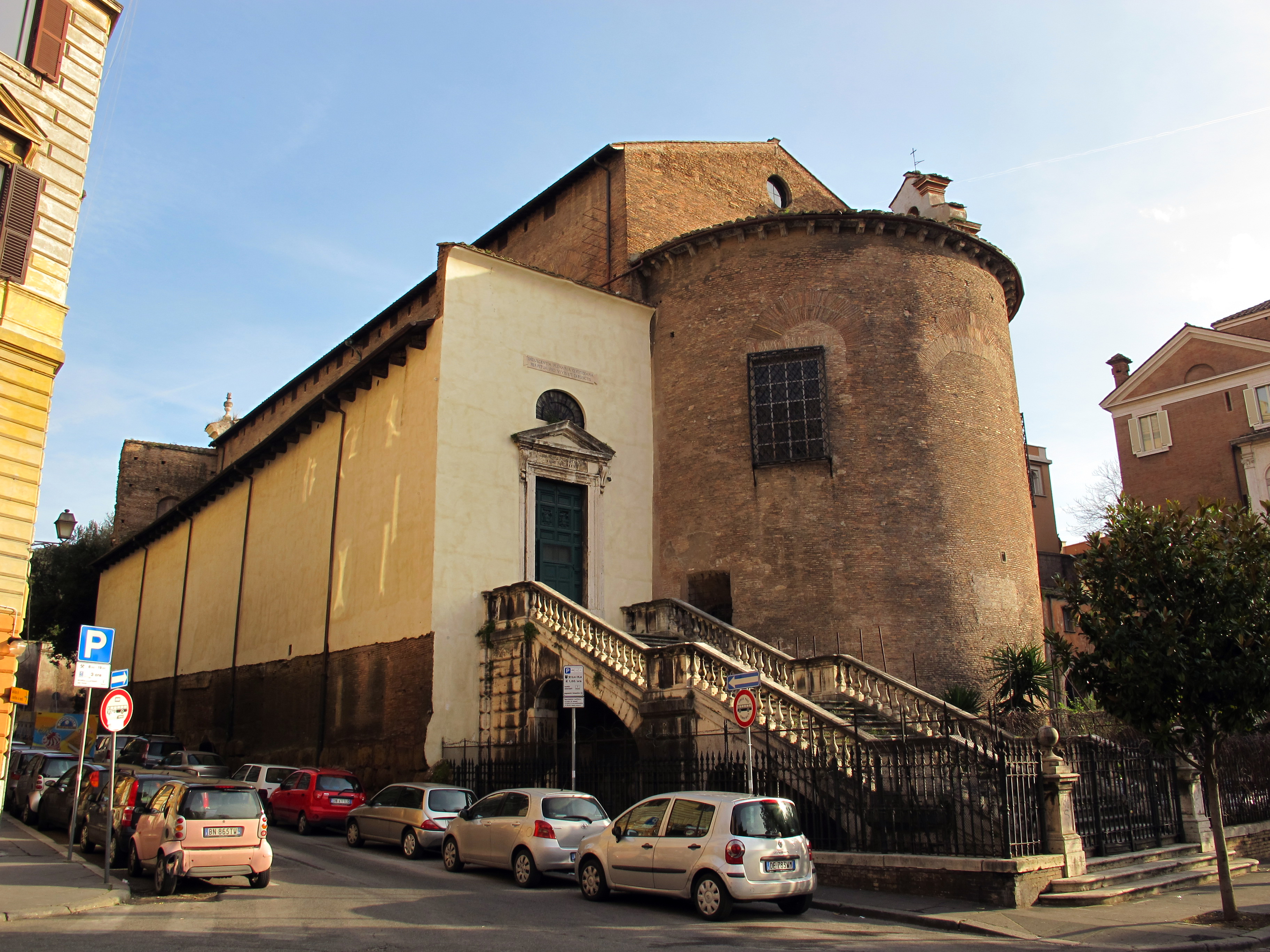
Abside vista pelo lado de fora
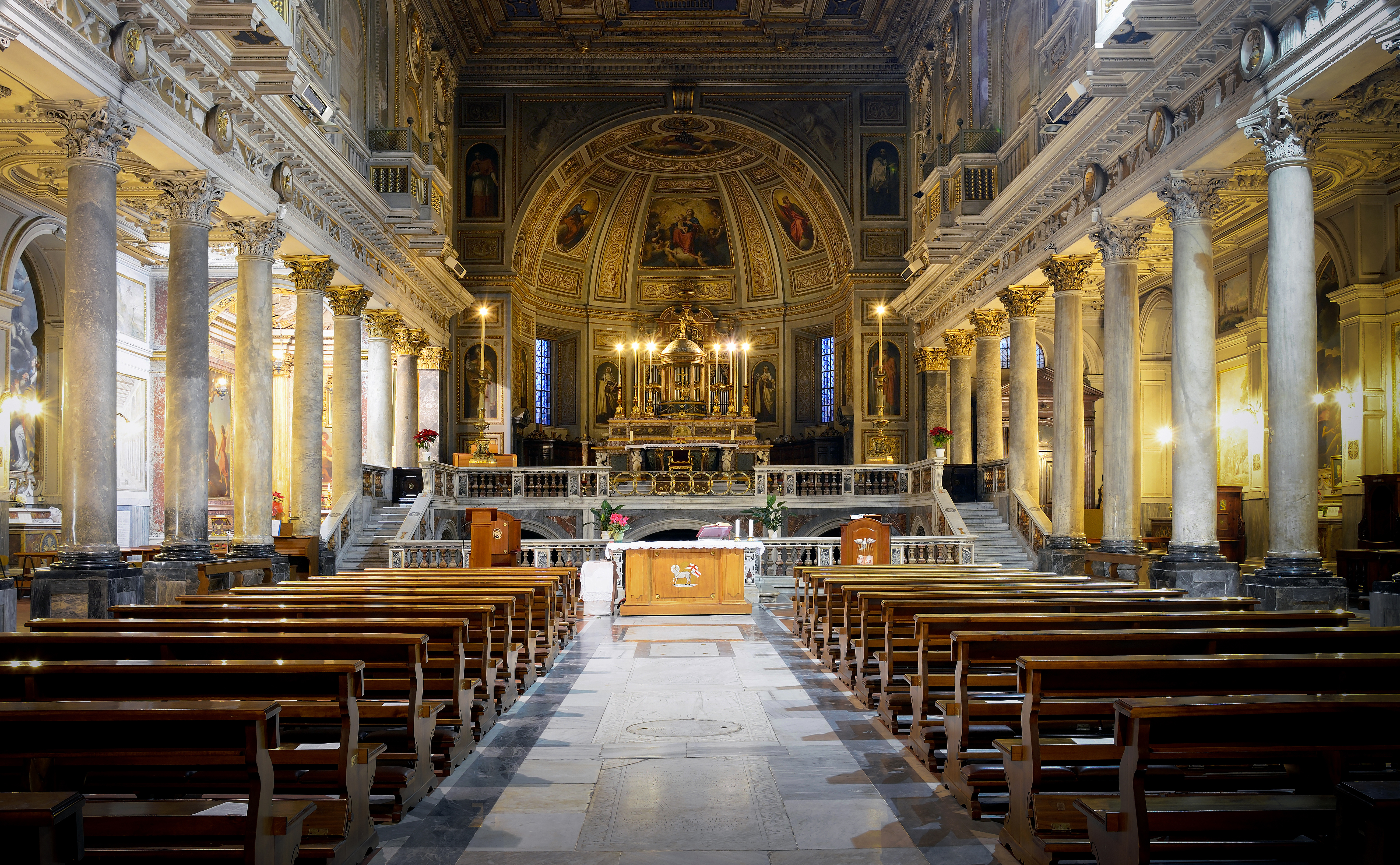
Visão geral
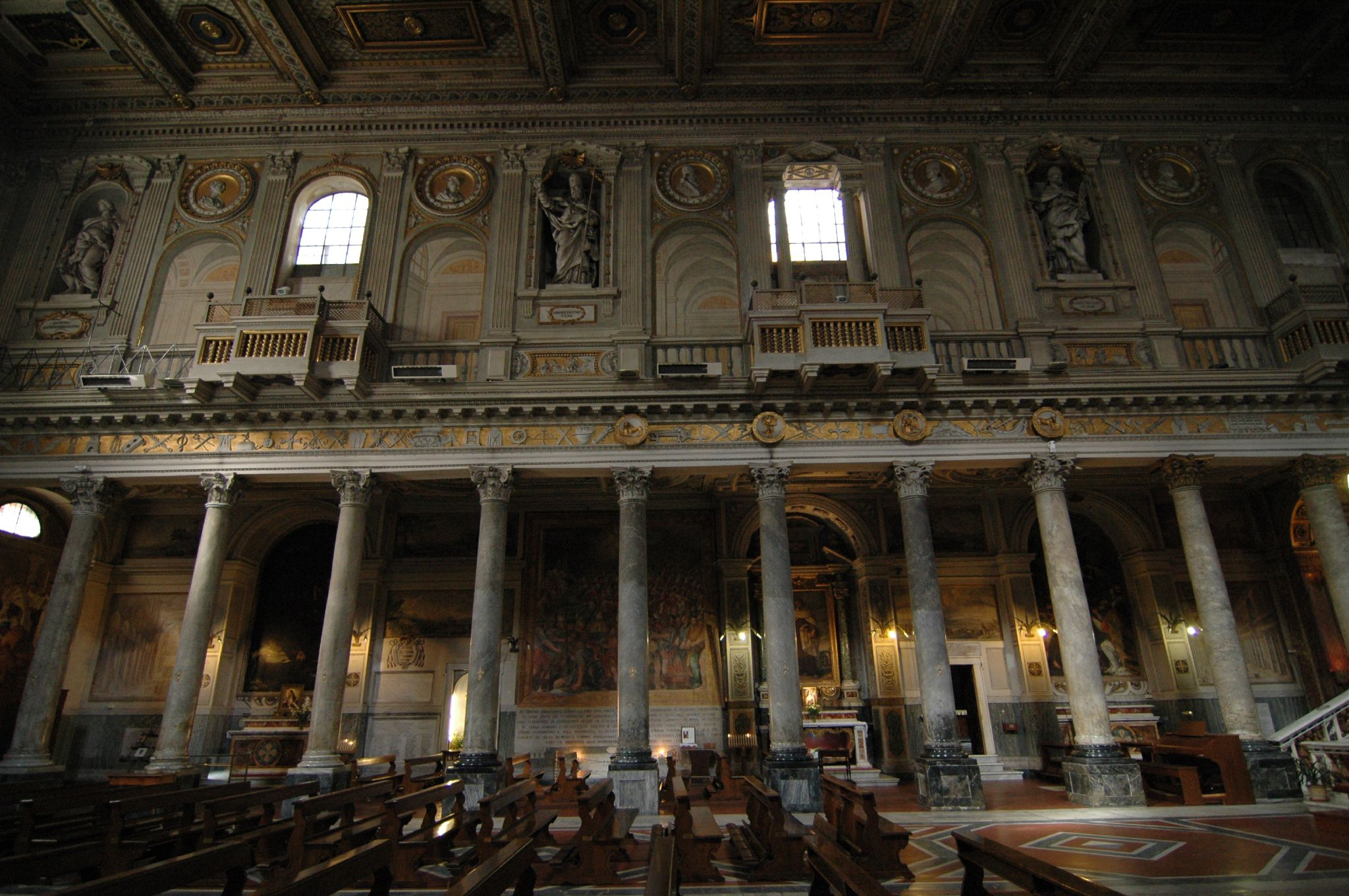
Colunas antigas e o clerestório
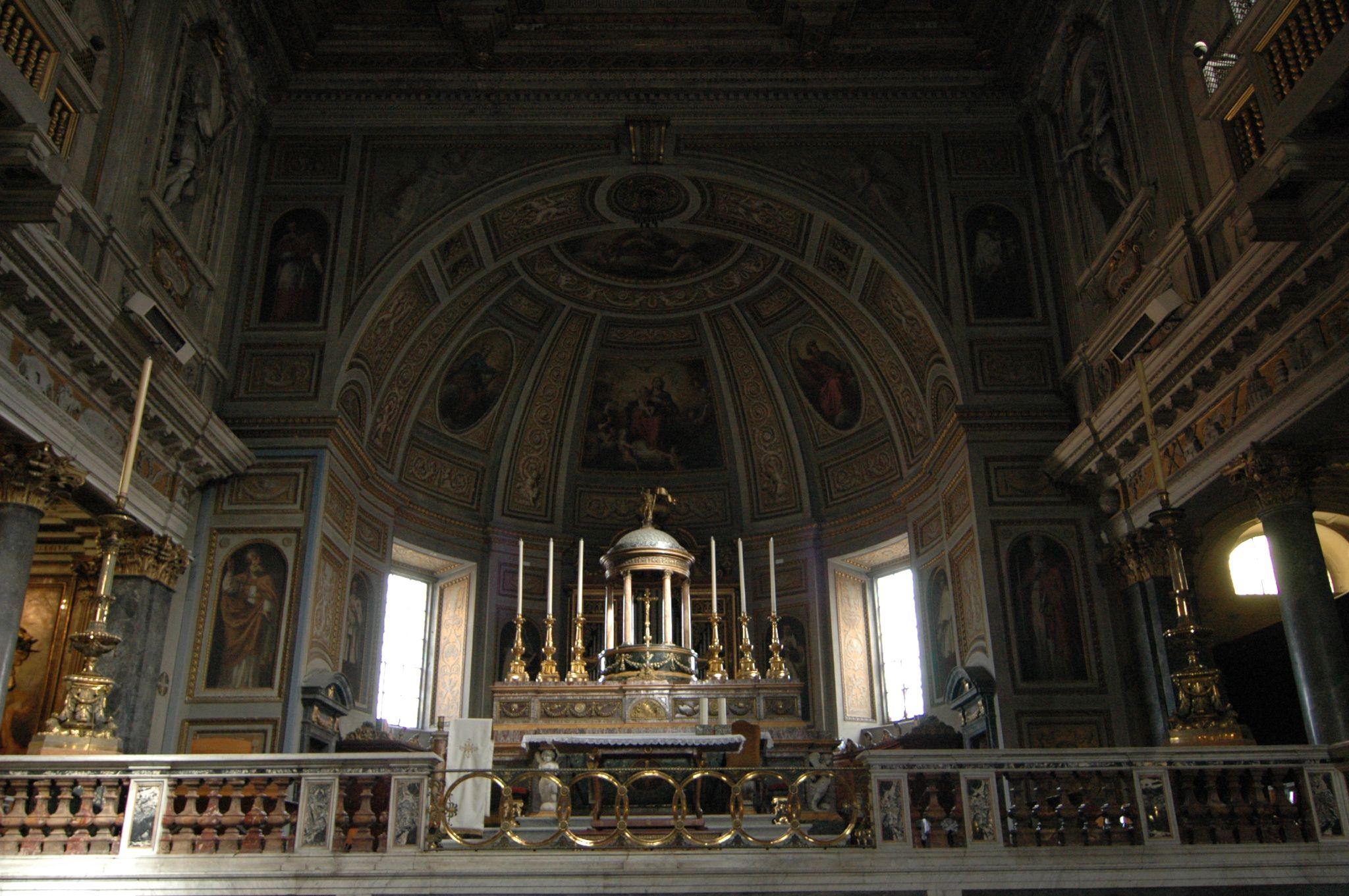
Abside e o altar-mor
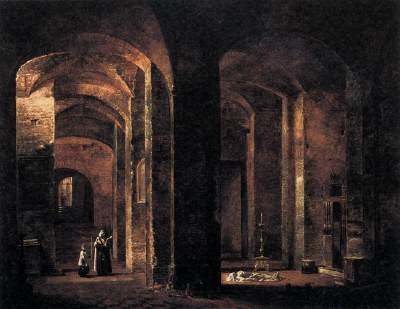
Pintura da cripta de San Martino